# Анхітерієві
Анхітерієві (Anchitheriinae) — підродина викопних ссавців родини Коневі (Equidae). Це найпримітивніша група коневих. Найдавніший відомий представник — Мезогіппус (Mesohippus), мешкав в Північній Америці у середині еоцену. Вимерли у ранньому пліоцені (останній відомий представник — Сіногіппус (Sinohippus) з Євразії).

## Класифікація
- Підродина † Anchitheriinae
  - Рід † Анхітерій Anchitherium
  - Рід † Археогіппус Archaeohippus
  - Рід † Десматіппус Desmatippus
  - Рід † Гіпогіппус Hypohippus
  - Рід † Калобатіппус Kalobatippus
  - Рід † Мегагіппус Megahippus
  - Рід † Мезогіппус Mesohippus
  - Рід † Міогіппус Miohippus
  - Рід † Парагіппус Parahippus
  - Рід † Сіногіппус Sinohippus